# Colobostruma australis
Colobostruma australis é uma espécie de formiga do gênero Colobostruma, pertencente à subfamília Myrmicinae.